# Transformers: Prime - The Game
Transformers: Prime - The Game est un jeu vidéo de type beat them all développé par Now Production et édité par Activision, sorti en 2012 sur Wii, Wii U, Nintendo DS et Nintendo 3DS.
Il est basé sur la série animée du même nom.

## Voix françaises
- Patrice Melennec : Optimus Prime
- Bruno Carna : Megatron
- Philippe Dumond : Ratchet
- Frédéric Souterelle : Bulkhead
- Cyrille Monge : Starscream
- Bernard Bollet : Knock Out
- Nessym Guetat : Jack Darby
- Geneviève Doang : Miko Nakadai
- Pascale Chemin : Raf Esquivel
- Thierry Mercier : Thunderwing

## Accueil
- IGN : 8/10 (3DS)[1]
- Jeuxvideo.com : 10/20 (Wii U/Wii/3DS)[2] - 8/20 (DS)[3]